# Eric Dickerson
Eric Demetric Dickerson (Sealy, Texas, 2 de septiembre de 1960), más conocido como Eric Dickerson, es un exjugador profesional estadounidense de fútbol americano que se desempeñó en la posición de running back en la National Football League (NFL). Es miembro del Salón de la Fama del Fútbol Americano Profesional.

## Carrera
Dickerson jugó como profesional cinco temporadas en Los Angeles Rams (1983-1987), después pasó a Indianapolis Colts (1987-1991), luego a Las Vegas Raiders (1992), posteriormente a Atlanta Falcons, donde jugó una temporada (1993), y fue el equipo en el que se retiró.

## Reconocimiento
El 7 de agosto de 1999, ingresó como miembro al Salón de la Fama del Fútbol Americano Profesional.